# Слаппетерп
Слаппетерп (нід. Slappeterp) — село в нідерландській провінції Фрисландія. Входить до муніципалітету Вадхуке.
Його площа становить 2,52км², а населення станом на 2021 рік складало 90 осіб.
Перша згадка про населений пункт датується  13-им сторіччям.